# 夾竹桃ジン
夾竹桃 ジン（きょうちくとう ジン、1975年6月25日 - ）は、日本の漫画家。群馬県出身。血液型はA型。旧ペンネームに飯島じゅん、飯島潤。

## 人物
少年時代に親から参考書の代わりに漫画を与えられる。部屋には相当数の漫画があったという。
やきうどんとは高校の同級生だが、面識はなかったという。

## 受賞歴
- 必殺!! 家族戦隊家族マン!（ホップ☆ステップ賞） ※飯島じゅん名義
- 死神 街にやってくる（ホップ☆ステップ賞 1992年4月期（第86回）井上雄彦賞） ※飯島じゅん名義
- 彼と彼女のヒーローと悪役な関係（赤塚賞 第44回（1996年上期）準入選） ※飯島じゅん名義
- 鋼鉄盗人（まんがカレッジ 2003年3月期 佳作） ※飯島潤名義

## 作品リスト

### 連載
- ちいさいひと 青葉児童相談所物語（シナリオ：水野光博 取材協力：小宮純一、週刊少年サンデー 2010年49号[1] - 2012年29号・週刊少年サンデーS 2012年8月号 - 2013年12月号、シリーズ連載）
- 新・ちいさいひと 青葉児童相談所物語（シナリオ：水野光博 取材協力：小宮純一、週刊少年サンデーS 2016年9月号[2] - 2024年1月号[3]）

### 読切
- 彼と彼女のヒーローと悪役な関係（週刊少年ジャンプ増刊 Summer Special 1996年） ※飯島じゅん名義
- 田桜DX（週刊少年ジャンプ 1997年16号） ※飯島じゅん名義
- 老舗お仕置家業（赤マルジャンプ 1998年SUMMER） ※飯島じゅん名義
- 波魔課（赤マルジャンプ 1999年SPRING） ※飯島じゅん名義
- 江戸前男前王嵐太（赤マルジャンプ 2000年SPRING） ※飯島潤名義
- 神様 お手ェェっ!!!（週刊少年サンデー超 2004年5月25日） ※飯島潤名義
- 蹴闘男（週刊少年サンデー 2005年13号） ※飯島潤名義
- どーだ! 投打! タクティクス（少年サンデー野球増刊SCUD 2007年8月10日号） ※飯島潤名義
- 梅田卓球場物語（週刊少年サンデー超 2009年5月号）
- 時空球児 （クラブサンデー 2009年11月24日配信）

## 師匠
- 坂本眞一
- いとうみきお